# Contraception (journal)
Contraception (abrégé en Contraception) est une revue scientifique à comité de lecture. Ce mensuel publie des articles de recherches originales dans le domaine de la contraception.
D'après le Journal Citation Reports, le facteur d'impact de ce journal était de 2,335 en 2014. Actuellement, le directeur de publication est D. R. Mishell (Université de Californie du Sud, États-Unis).